# Ultra Maniac
 (juillet 2022).
Si vous disposez d'ouvrages ou d'articles de référence ou si vous connaissez des sites web de qualité traitant du thème abordé ici, merci de compléter l'article en donnant les références utiles à sa vérifiabilité et en les liant à la section « Notes et références ».
Ultra Maniac (ウルトラマニアック, Urutora maniakku) est un manga de type magical girl (mahō shōjo) de Wataru Yoshizumi. Il a été originellement publié dans le magazine Ribon de février 2002 jusqu'au numéro de janvier 2004, et est regroupé en cinq volumes. Une courte OAV de vingt minutes a été réalisée en 2002 pour promouvoir le manga. Il a également donné lieu à une adaptation en dessin animé réalisée en 2003, comportant 26 épisodes.
Les cinq volumes sont parus en France aux éditions Glénat, mais l'anime n'est pas encore licencié en francophonie.

## Synopsis
Ayu Tateishi, collégienne, aide une camarade, Nina Sakura, à retrouver un objet perdu et très important pour elle. En échange, celle-ci lui explique qu'elle est une sorcière qui, ayant raté des examens, est venue sur Terre pour se perfectionner. Elle lui propose d'utiliser sa magie pour résoudre certains de ses problèmes.
Malheureusement, Nina est plutôt maladroite, et sa magie conduit souvent à des catastrophes ou quiproquos.
Ayu est amoureuse de Tetsushi Kaji qui est dans la même classe. Il est membre du club de baseball. Toujours relaxé, il joue la comédie pour plaire à Ayu qu'il aime secrètement. Son meilleur ami s'appelle Hiroki Tsujiai, ils sont toujours ensemble. Il est président du club de tennis. Il est fan des mêmes mangas que Nina. 
Le meilleur ami d'enfance de Nina, Yuta Kirishima, est également un sorcier. Il est bien plus doué qu'elle, et n'hésite pas à utiliser la magie au risque de se faire remarquer par les êtres humains ordinaires. Bien qu'il semble attiré par Ayu, il est secrètement amoureux de Nina mais sortira plus tard avec Sayaka. 
Nina a un chat, Rio, il peut se transformer en petit garçon quand Nina lui donne un bonbon magique. 
Sayaka Nakamura est une très belle fille, populaire à l'école. Elle est connue en tant que "poupée de glace", parce qu'elle rejette tous les garçons qui tentent de l'approcher. Elle voudrait sortir avec Yuta (et elle sortira avec). Elle est demi-magicienne car son père était un humain et sa mère une magicienne mais lorsque sa mère est morte elle était si jeune qu'elle ne savait pas qu'elle avait des pouvoirs. Ensuite, Nina apprendra qu'elle a réussi ses tests pour rentrer à l'école élitiste du Royaume magique, Etollia. Elle décide d'y entrer pour un cursus de trois ans, puis rentrera sur Terre.

## Personnages
- Ayu Tateishi (立石亜由 Tateishi Ayu) est une collégienne très populaire, même auprès des aînés. Elle fait partie du club de tennis. Amoureuse de Tetsushi, c'est pour lui qu'elle est devenue sérieuse et entretient une image cool.
- Nina Sakura (佐倉 仁菜 Sakura Nina) est dans la même classe qu'Ayu, elle est plutôt maladroite. Magicienne, elle est venue sur Terre pour étudier et se perfectionner en magie. Elle vit chez un couple dont le mari est également magicien. Ses accessoires pour faire de la magie sont généralement un ordinateur portable et une petite boîte magique dans laquelle elle met les ingrédients, mais chez elle, elle utilise un ordinateur de bureau et une boîte beaucoup plus grande.
- Tetsushi Kaji (架地哲士 Kaji Tetsushi) est également dans la même classe qu'Ayu, il est membre du club de baseball. Toujours relaxé, il joue la comédie pour plaire à celle qu'il aime, Ayu.
- Hiroki Tsujiai (辻合宏基 Tsujiai Hiroki) est le meilleur ami de Tetsushi, ils sont toujours ensemble. Il est président du club de tennis. Il est fan des mêmes mangas que Nina et il sortira avec celle-ci par la suite.
- Yuta Kirishima (桐島由多 Kirishima Yuta) est un magicien tout comme Nina dont il est ami d'enfance. Il est bien plus doué qu'elle, et n'hésite pas à utiliser la magie au risque de se faire remarquer par les êtres humains ordinaires. Bien qu'il semble attiré par Ayu, il est secrètement amoureux de Nina. Pourtant, c'est de Sayaka dont il tombera réellement amoureux.
- Rio (リオ) est le chat de Nina, il peut se transformer en petit garçon.
- Sayaka Nakamura (仲村沙也香 Nakamura Sayaka) (presente seulement dans le manga)est une très belle fille, populaire à l'école. Elle est connue en tant que "poupée de glace", parce qu'elle rejette tous les garçons qui tentent de l'approcher.  Elle est en fait née d'une mere sorcière et d'un homme normal et le vit très mal. Elle voudrait sortir avec Yuta.
- Maya Orihara (折原マヤ Orihara Maya), présente seulement dans l'anime, est également une des candidates pour devenir la princesse du Royaume Magique. Elle est l'amie d'enfance de Nina, et rivalise intensément avec elle.